# Internationaler Sozialistenkongress (1912)

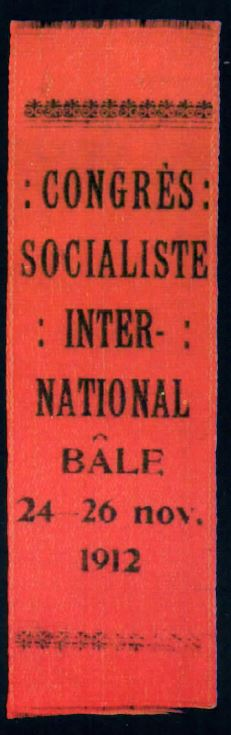
Seidenbändel

Ein ausserordentlicher Internationaler Sozialistenkongress, auch Friedenskongress der Zweiten Internationale genannt, fand am 24. und 25. November 1912 in Basel in der Schweiz statt. Aus Sorge vor einem möglicherweise bevorstehenden Krieg der Großmächte demonstrierte die Arbeiterbewegung ihren Friedenswillen und verabschiedete ein Manifest gegen den Krieg.

## Vorgeschichte
Vermehrt ab 1907 wurde innerhalb der Sozialistischen Internationale über die Gefahr eines europäischen Krieges und mögliche Gegenmassnahmen diskutiert. Durch die Balkankriege von 1912/13 gewann das Thema an Aktualität. Die Exekutive der Zweiten Internationale entschloss sich vor diesem Hintergrund am 28. Oktober 1912 zur Abhaltung eines ausserordentlichen Kongresses. Dieser sollte entweder in Basel oder Zürich stattfinden. Für die Schweiz als Gastgeberland sprach die Neutralität. 
Basel war nicht ganz zufällig als Konferenzort ausgewählt worden. Bereits 1869 hatte dort der 4. Kongress der Ersten Internationale stattgefunden. Im Kanton Basel-Stadt hatte zudem die Sozialdemokratie inzwischen eine starke Stellung erreicht. Basel wurde aufgrund seiner damals aufstrebenden  Chemieindustrie und damit einhergehend hohem Anteil an dort Beschäftigten um 1900 sogar als reine Arbeiterstadt angesehen. Massgeblich organisiert wurde die Veranstaltung in Basel von dem Schweizer Nationalrat Herman Greulich. Beteiligt waren auch Hermann Blocher und Eugen Wullschleger. Die Organisatoren standen auch deshalb vor besonderen Herausforderungen, weil der Veranstaltungsort erst Anfang November festgelegt und der Termin von Dezember auf November vorverlegt wurde. Trotz der knappen Zeit wurde die Veranstaltung professionell organisiert. Den anreisenden Journalisten wurden für die damalige Zeit hochmoderne Hilfsmittel wie zwei Vervielfältigungsapparate, Schreibmaschinen, Telefone und auch sprachkundige Fräuleins zur Bedienung der Kommunikationsmittel zur Verfügung gestellt. 
In einem Flugblatt der Sozialdemokratischen Partei der Schweiz hiess es zum Kongress: «Nächsten Sonntag tritt in Basel der sozialdemokratische Weltkongress gegen den Krieg zusammen. Er wird sich den gewissenlosen Kriegshetzern, den Diplomaten, Offizieren und Fürsten, den profitlüsternen Armeelieferanten und ihren Zeitungssöldnern entgegenstemmen den geeinigten Willen des Proletariats der ganzen Erde. Er wird sein der Stimmenchor aller Völker des Erdballs, und diese Völker wollen den Frieden, wollen Frieden um jeden Preis, sind entschlossen, eine Ausweitung des Balkankrieges zum Weltbrande mit allen Mitteln zu wehren.»

## Verlauf
Anwesend waren bei der zweitägigen Konferenz 555 Delegierte aus 23 Ländern. Aus der Schweiz waren 49 dabei, unter ihnen Carl Moor, Hermann Greulich, Fritz Platten und Robert Grimm. Deutschland entsandte 75, die Böhmischen Länder 70 und Österreich 59 Delegierte. Aus Russland waren 36 Vertreter unterschiedlicher Gruppierungen anwesend. 
Eröffnet wurde der Kongress am 24. November in der stadteigenen Burgvogtei (an der Stelle des heutigen Volkshauses) auf der Kleinbasler Seite des Rheins, einem Arbeiterstadtteil. Grosse Aufmerksamkeit erregte der Friedensmarsch der Teilnehmer und Anhänger durch die Stadt Basel, vom nahe gelegenen Hof der Kaserne in Sechserkolonne über die Mittlere Brücke ins Grossbasel, am Rathaus vorbei, hinauf zum Münster. An ihm nahmen, angeführt von einem symbolischen Friedenswagen, etwa 10.000 Personen teil, darunter auch rund 20 Pfeifer- und Trommlergruppen, weissgekleidete Kinder mit Palmzweigen und in grosser Zahl Träger roter Fahnen. Die Demonstranten kamen überwiegend aus der gesamten Schweiz, aber auch aus dem benachbarten Elsass, Baden und Frankreich. Ansprachen hielten Jean Jaurès, Hugo Haase, Hermann Greulich, August Bebel, Clara Zetkin, James Keir Hardie, Viktor Adler und andere führende Vertreter der sozialdemokratischen Bewegung während einer Veranstaltung im Basler Münster oder auf dem Münsterplatz. Dass eine sozialistische Konferenz in einer Kirche stattfinden konnte und dass eine Kantonsregierung ein Grusswort an die Versammlung richtete, wurde europaweit mit Erstaunen registriert.

## Friedensmanifest
Der Kongress verabschiedete zum Abschluss am 25. November ein am Vorabend der Tagung im Hotel Drei Könige vorbereitetes Friedensmanifest. Bei der Ausarbeitung waren einige Punkte kontrovers diskutiert worden. Dazu gehörte unter anderem die Frage nach der Wirksamkeit eines Generalstreiks. Dieser Aspekt wurde schliesslich ausgeklammert. In dem Manifest wurde das Programm einer internationalen Aussenpolitik entwickelt, mit deren Hilfe ein drohender Krieg verhindert werden könnte. Es galt dabei, die Gegensätze zwischen Deutschland auf der einen Seite und Grossbritannien und Frankreich auf der anderen Seite auszugleichen. Dadurch würde, so die Überlegung, die Position des Zarismus, die diesen Gegensatz instrumentalisieren würde, geschwächt. Auch würde ein Angriff von Österreich-Ungarn auf Serbien verhindert werden. Die Arbeiterklasse solle überall den Friedenswillen des Proletariats demonstrieren. In dem Manifest hiess «Droht Ausbruch eines Krieges, so sind die arbeitenden Klassen und deren parlamentarische Vertretungen in den beteiligten Ländern verpflichtet, unterstützt durch die zusammenfassende Tätigkeit des internationalen Bureaus, alles aufzubieten, um durch die Anwendung der ihnen am wirksamsten erscheinenden Mittel den Ausbruch des Krieges zu verhindern. (...) Falls der Krieg dennoch ausbrechen sollte, ist es die Pflicht für dessen rasche Beendigung einzutreten und mit allen Kräften dahin zu streben, die durch den Krieg herbeigeführte wirtschaftliche Krise zur Aufrüttelung des Volkes auszunutzen und dadurch die Beseitigung des kapitalistischen Klassenherrschaft zu beschleunigen.» Am Ende der Veranstaltung hielt der Basler Arbeiterinnenverein noch eine überfüllte Frauenversammlung ab.

## Bedeutung
Trotz bereits bestehender innerer Spannungen trat die Internationale geschlossen auf und präsentierte sich als entschiedene Vertreterin eines friedlichen Zusammenlebens der Völker. Bereits in der Woche zuvor hatte es überall in Europa Friedensdemonstrationen mit zusammen etwa 300.000 Teilnehmern gegeben. Auch nach dem Kongress kam es zu ähnlichen Kundgebungen. Der Kongress markiert einen äusseren Höhepunkt in der Geschichte der Zweiten Internationale. Allerdings gingen die Beschlüsse nicht über die des Kongresses in Stuttgart von 1907 und des Kongresses in Kopenhagen von 1910 hinaus. Sie konnten nicht verhindern, dass es bei Beginn des Ersten Weltkrieges keinen ernsthaften Widerstand der sozialistischen Parteien gab und dass diese sich hinter die Politik ihrer jeweiligen Länder stellten. Das 1912 verabschiedete Manifest blieb wirkungslos.